# Pivo Deinert

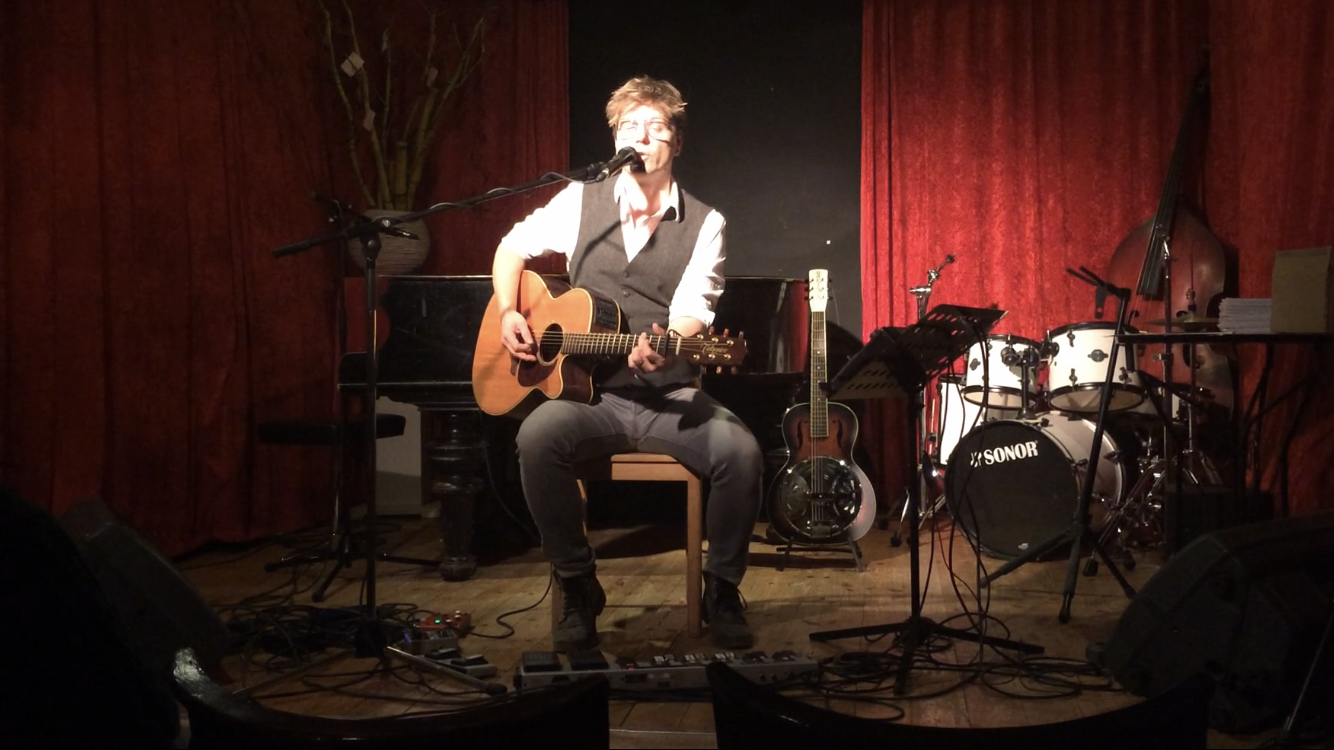
Pivo Deinert, 2018

Olaf „Pivo“ Deinert (* 16. Februar 1970 in Berlin) ist ein deutscher Musiker, Komponist und Musikproduzent.

## Leben
Pivo Deinert erhielt im Alter von sechs Jahren seinen ersten Gitarrenunterricht. Er ist der Neffe des Musikers Werner Deinert.
Deinert absolvierte eine Lehre zum Fotolaboranten und ging 1991 an das American Institute of Musik nach Wien, wo er nach einjährigem Studium das Fach „Gitarre“ abschloss. Er spielte zunächst als Gitarrist in Jazz- und Country-Bands und war im Studio für Frank Zander tätig. 2002 bildete er sich zum Musikkaufmann weiter und gründete ein Tonstudio mit Musikverlag und Onlinelabel Cenno Rooms Records.
Deinert arbeitet als Gitarrist (hauptsächlich Rock und Pop), Komponist und Produzent. In seiner Diskografie finden sich Künstler wie Lou Bega, Volkan Baydar, Orange Blue, Ben, Roland Kaiser, Frank Zander, Loona, Ayman und andere. Aktuell arbeitet Deinert mit dem Münchner Produzententeam Achtabahn zusammen und wirkt dort als Studiogitarrist für Wincent Weiss.
Deinert lebt mit seiner Familie in Berlin.

## Musikalisches Wirken
Ende der 1990er Jahre schrieb er für die Band She's China die Streicher- und Bläserarrangements der Alben „An acoustic evening with...“ und „Satellite motel“. In den folgenden Jahren spielte er u. a. mit Künstlern wie Tex, Fady Maalouf, Francisca Urio, Volkan Baydar, Gregor Meyle und Nevio zusammen. Anfang 2007 tourte Deinert mit der Londoner Musicalproduktion „Abbafever“ durch Deutschland, Taiwan, die Niederlande, Belgien und Spanien. Mit der Band Backkings begleitete er Solokünstler wie u. a. Mic Donet, der Wolf, Lou Bega und Anthony Thet. Deinert ist fester Gitarrist der Hamburger Formation Orange Blue und der Sänger Volkan Baydar und Fabrizio Levita.
Deinert schrieb gemeinsam mit dem Filmkomponisten Hans Hafner die Musik zur mehrfach ausgezeichneten Serie Allein gegen die Zeit. Deinert und Hafner wurden für die Musik der ersten Staffel für den Deutschen Fernsehmusikpreis 2010 nominiert. Deinert schrieb auch die Filmmusiken für die EBU Kurzfilme „Love“, „Cakes & Rock 'n' Roll“, „Als Mama schlief“ und „Zombriella“.
Außerdem komponiert und produziert Deinert Songs für TV-Serien. Mit der Musikerin Antje Zumbansen platzierten sie unter dem Namen Great Garden die Songs „Sometimes“ für die Telenovela Anna und die Liebe und den Song „You are love“ für die Serie Allein gegen die Zeit. Zusammen mit Volkan Baydar wurde der Song „Beautiful life“ Titelsong der ZDF-Serie Dr. Klein.

### Produktionen
2014 wurde Deinert von Frank Zander für Studioaufnahmen des Songs „Ich bin immer noch der Alte“ angefragt. Zander wollte auf dem Song die fünf besten Gitarristen Berlins featuren. Deinert spielt auf der Aufnahme das Dobro Solo, das auch im Radio Edit zu hören ist.
Deinert begann mit dem Songwriting 2008 beim gemeinsamen Komponieren und Texten mit Volkan Baydar zu „Hilf mir“. 2016 wurde die erste Singleauskopplung „Unsere Zeit“ von Basti Becks gesungen und mit einem Video über die Vorbereitung auf die olympischen Spiele 2016 hinterlegt. Außerdem war „Unsere Zeit“ Titelsong des Kinofilms Allein gegen die Zeit. 2017 folgte die zweite Single „Hollywood“ mit der Sängerin Jenna Hoff. 2018 erschien Deinerts Debütalbum „Meine Helden“, auf dem 13 verschiedene Sänger, (darunter Lou Bega und Frank Zander) seine Songs singen. Deinert ist dabei auch Produzent und Gitarrist des Albums.

## Buchveröffentlichung
- … und dann kaufe ich mir eine Vespa und fahre damit nach Italien. Tredition, Hamburg 2013, ISBN 978-3-8495-4354-9.

## Diskografie (Auswahl)
- 2016: Unsere Zeit – Pivo Deinert feat. Basti Becks (Cenno Rooms Records)
- 2017: Hollywood – Pivo Deinert feat. Jenna Hoff (Cenno Rooms Records)
- 2018: Meine Helden (Album) – Pivo Deinert (Cenno Rooms Records)[19]

### Als Gitarrist
- 1999: Mystic Spirit Voices – Lesiem (Monopol Records)
- 2001: Engel – Ben feat. Gim (Die Musikfirma Ariola GmbH)
- 2003: Hunderttausend Fragen – Roland Kaiser (BMG Berlin)
- 2003: First Time – Core 22 (Easy Gun Records)
- 2004: NV64 – Tex (Raumflug Pauschal)
- 2006: Bachata – Lou Bega (DA Records)[20]
- 2008: Sometimes – Great Garden (Cenno Rooms Records)
- 2011: Espérame – Carlos Fassanelli (Cenno Rooms Records)
- 2011: It’s Christmas Time – Francisca Urio (nji music)
- 2012: You are love – Great Garden (Cenno Rooms Records)
- 2013: Raum schaffen – Volkan Baydar (Go Jimmee! Records)
- 2014: Beautiful life – Volkan Baydar (BSC Music GmbH)
- 2014: Immer noch der Alte – Frank Zander (Zett Records GmbH)
- 2015: Regenbogen – Wincent Weiss (Vertigo / Capitol)
- 2016: Musik sein – Wincent Weiss (Vertigo / Capitol)[21]
- 2020: White / Weiss (Album) – Orange Blue (Orange Blue Bros. Records)